# For Honor
For Honor é um videojogo de combate tático medieval produzido pela Ubisoft Montreal publicado pela Ubisoft para Microsoft Windows, PlayStation 4 e Xbox One em fevereiro de 2017. Anunciado durante a Electronic Entertainment Expo 2015, o jogo tem sistema de combate corpo a corpo descrito pelos produtores como a "Arte da Batalha", e permite aos jogadores terem o papel de soldados históricos como os cavaleiros medievais, os samurais e os vikings.
Em agosto de 2020, a Ubisoft anunciou que For Honor seria atualizado para o PlayStation 5 e Xbox Series X|S.

## Jogabilidade
For Honor é um videojogo de luta que tem o período medieval como cenário. Os jogadores podem escolher um personagem a partir de três facções: Legion, Chosen e Warborn que representam os cavaleiros medievais, os samurais e os vikings, respectivamente. Existem várias classes, cada qual com as suas habilidades e armas. As classes podem ser personalizadas como o género e a armadura usada. Por exemplo, os samurais são descritos como "rápidos e letais, capazes de inspirar medo". Um dos seus soldados, o Orochi, usa uma armadura feita de couro e madeira e usa uma katana japonesa. As suas habilidades especiais inclui lâminas venenosas, punhais kunai para arremesso e a "Flecha Tempestade".
Os jogadores lutam uns contra os outros com armas de corpo-a-corpo, como machados e espadas. O jogo inclui modos competitivos que suportam até oito jogadores, separados em duas equipas de quatro. Quando começa uma ronda, os jogadores têm a companhia de numerosos companheiros de equipa controlados pela inteligência artificial (IA). Os pontos, tanto temporários como permanentes, podem ser ganhos durante os combates/rondas. Quando uma das equipas consegue um certo numero de pontos, terão de eliminar os jogadores da outra equipa. Quando os jogadores de uma equipa forem eliminados, acaba a ronda. Se o jogador matar vários inimigos de um modo consecutivo, pode aumentar de nível, e ganhar características especiais que lhe permitem ter mais pontos e capacidades, como chamar por exemplo uma chuva de flechas, um ataque de catapulta ou auto curarem-se.
O jogo tem um sistema de combate corpo a corpo táctico descrito pelos produtores como a "Arte da Batalha". Os jogadores entram num modo duelo contra outro jogador, num combate com espadas. Os jogadores podem escolher o lugar e a posição da sua arma quando atacam o inimigo. Podem ser escolhidas três direcções para atacar, de cima, da esquerda e da direita. Ao observar os movimentos do personagem, que reflecte a sua posição de ataque, os jogadores podem fazer um ataque à parte mais fraca do seu inimigo. Escolhendo a posição correcta pode bloquear os ataques adversários. A força de cada ataque também é decidida pelo jogador. O sistema tem como objectivo dar aos jogadores "a sensação do peso da arma na [sua] mão". Os jogadores podem causar, de modo acidental ou intencional, dano aos seus companheiros de equipa.

### Multiplayer
Os modos multijogador foram desenhados para terem uma estrutura similar à dos shooters. Jason VandenBerghe, o director criativo de For Honor, chamou ao jogo "um shooter com espadas". Um dos modos chama-se Dominion, parecido com Domination, em que os jogadores têm de controlar pontos no mapa. For Honor também terá um modo campanha.
- Dominação: Dominação é um modo multiplayer de 4 jogadores para cada time. Este é um modo de jogo em que os jogadores devem capturar e manter várias áreas no campo de batalha. Os pontos são obtidos através da ocupação de zonas. Quando uma equipe consegue pontos suficientes, eles devem eliminar os jogadores da equipe inimiga para ganhar o jogo.

- Briga: É um modo de batalha 2 contra 2, onde um time tem que eliminar a equipe adversária por completo para vencer.

- Duelo: É um modo multiplayer de 1 contra 1, onde dois jogadores se enfrentam.

- Escaramuça: este é um modo multiplayer de 4 contra 4, no qual os jogadores ganham pontos ao matar inimigos. Quando uma equipe conseguir pontos suficientes, ela deve eliminar os jogadores da outra equipe e vencer o jogo.

- Eliminação: Neste modo de jogo de 4 contra 4, os jogadores devem eliminar toda a equipe de jogadores adversários, a equipe que tiver guerreiros restantes vence.

- Invasão: Neste modo de jogo de 4 contra 4, nas duas equipes de ataque e defesa, o ataque avança dominando pontos e protegendo um ariete para destruir dois grandes portões, se destruir os dois portões, deverão matar o comandante da defesa, enquanto os defensores precisam atacar o ariete ou matar um quantidade exata de inimigos até deixar a equipe de ataque abalada.